# エイプリルの七面鳥
『エイプリルの七面鳥』（原題: Pieces of April）は、2003年に公開されたアメリカ映画。

## あらすじ
母・ジョーイとそりが合わず、何年も前に家を飛び出して以来ボーイフレンド・ボビーとニューヨークで同居していたエイプリル。
だが、感謝祭の近いある日、ジョーイががんのため余命わずかであることを知ったエイプリルは、家族全員を招き、母の好物であるロースト・ターキーを焼こうという考えを思いつく。
かくしてエイプリルのロースト・ターキーづくりが始まったが、その道のりは平たんなものではなかった。

## キャスト
| 役名                 | 俳優                         | 日本語吹替 |
| -------------------- | ---------------------------- | ---------- |
| エイプリル・バーンズ | ケイティ・ホームズ           | 小島幸子   |
| ジョーイ・バーンズ   | パトリシア・クラークソン     | 宮寺智子   |
| ジム・バーンズ       | オリヴァー・プラット         | 塩屋浩三   |
| ボビー               | デレク・ルーク               | 三宅健太   |
| ベス・バーンズ       | アリソン・ピル               | 佐古真弓   |
| ドッティ             | アリス・ドラモンド           | 麻生美代子 |
| ティミー・バーンズ   | ジョン・ギャラガー・Jr       | 浪川大輔   |
| ウェイン             | ショーン・ヘイズ             | 江原正士   |
| ラトレル             | シスコ                       |            |
| エヴェット           | リリアス・ホワイト           |            |
| ユージーン           | イザイア・ウィットロック・Jr |            |

- その他の日本語吹き替え：西宏子、斉藤次郎、遠藤純一、火野カチコ、田野恵、浅井晴美、武藤正史、原田晃

## 受賞とノミネート
| 賞                               | 部門       | 対象                     | 結果       |
| -------------------------------- | ---------- | ------------------------ | ---------- |
| アカデミー賞                     | 助演女優賞 | パトリシア・クラークソン | ノミネート |
| 全米映画批評家協会賞             | 助演女優賞 | パトリシア・クラークソン | 受賞       |
| ゴールデングローブ賞             | 助演女優賞 | パトリシア・クラークソン | ノミネート |
| クリティクス・チョイス・アワード | 助演女優賞 | パトリシア・クラークソン | ノミネート |
| 全米映画俳優組合賞               | 助演女優賞 | パトリシア・クラークソン | ノミネート |